# Tổ chức Nghiên cứu Não Quốc tế
Tổ chức Nghiên cứu Não Quốc tế, viết tắt theo tiếng Anh là IBRO (International Brain Research Organization), là một tổ chức phi chính phủ - phi lợi nhuận quốc tế hoạt động trong lĩnh vực nghiên cứu não và thần kinh.
IBRO thành lập năm 1961, là thành viên Liên hiệp khoa học của Hội đồng Quốc tế về Khoa học (ICSU) , tuy nhiên năm 2020 không thấy IBRO trong thư mục thành viên của ISC.
Chủ tịch IBRO từ năm 2020 là Tracy Bale từ  Hoa Kỳ . Trước đó có chủ tịch là Prof. Pierre Magistretti từ Thụy Sĩ, và Tổng thư ký là Larry Swanson từ Hoa Kỳ .

## Nhiệm vụ
- Phát triển, hỗ trợ, điều phối và thúc đẩy nghiên cứu khoa học trong tất cả các lĩnh vực liên quan đến não;
- Thúc đẩy hợp tác quốc tế và trao đổi thông tin khoa học về nghiên cứu não bộ trên toàn thế giới;
- Quy định và hỗ trợ giáo dục và phổ biến các thông tin liên quan đến nghiên cứu não bộ trên tất cả các phương tiện sẵn có.[1]

## Hoạt động
Các đại hội được tổ chức 4 năm một kỳ.
- 11. 2023:  Granada
- 10. 2019:  Daegu
- 9. 2015:  Rio de Janeiro
- 8. 2011:  Florence
- 7. 2007:  Melbourne
- 6. 2003:  Prague
- 5. 1999:  Jerusalem
- 4. 1995:  Kyoto
- 3. 1991:  Montréal
- 2. 1987:  Budapest
- 1. 1982:  Lausanne

## Xuất bản
Tạp chí Neuroscience là tạp chí chính thức của IBRO, được Elsevier xuất bản, phát hành tại Anh quốc.
Ngoài ra là các tài liệu phát hành không định kỳ hạn hướng đến các đối tượng trình độ khác nhau. Ví dụ như tập sách "Khoa học thần kinh: Khoa học về bộ não" (Neuroscience: Science of the Brain) là kiến thức đại chúng về khoa học thần kinh, được phát hành với hơn 20 ngôn ngữ.